# L-6草蜢聯絡機
L-6草蜢/L-8學員聯絡機（英語：Grasshopper/Cadet）是一款由州際飛機與工程公司為美國陸軍航空兵團研製的雙座串聯、上翼、單引擎單翼輕型飛機。該機採用焊接鋼管機身、帶金屬肋的木質（雲杉）機翼結構，並以織物覆蓋。
1941年12月7日，飛行員科妮莉亞·福特和一名不知名的學生駕駛的L-8是第一批遭到大日本帝國海軍航空隊在珍珠港襲擊中擊落的飛機。

## 發展
最初的版本S1原型機採用大陸 A50 發動機，但很快就升級為大陸A65發動機，並重新命名為S1-A-65F。該機在第二次世界大戰期間以L-6A的型號投入使用。
1945年，該飛機的所有權被出售給哈洛飛機公司，哈洛飛機公司又於1946年以5,000美元的價格轉售給懷俄明州雅富頓的卡爾飛機公司（2022年為75,000美元）。卡爾建造了許多S-1、S-1A和L-6，主要客戶為當地牧場主和叢林飛行員。其中一些還進行了發動機升級，並在停產前建造兩架自己的序號為CallAir S-1A- 90C，並將其應用在CallAir Model A上（也少量銷售，總銷量不到200台）。
學員聯絡機賣得不好的原因之一是這架飛機的成本幾乎是L-4草蜢式聯絡機的三倍。然而，仔細觀察這兩架飛機就會發現，學員擁有更快更強的機動能力，並且可以透過其Oleo支柱/壓縮彈簧懸掛系統在更惡劣的環境中運行。
1960年代末，新成立的北極飛機公司購買了型號證書和工具，該公司透過升級機身、起落架和機翼的結構元件，將S-1B1改造為叢林飛機，並稱為S-1B2。

## 型號
S-1

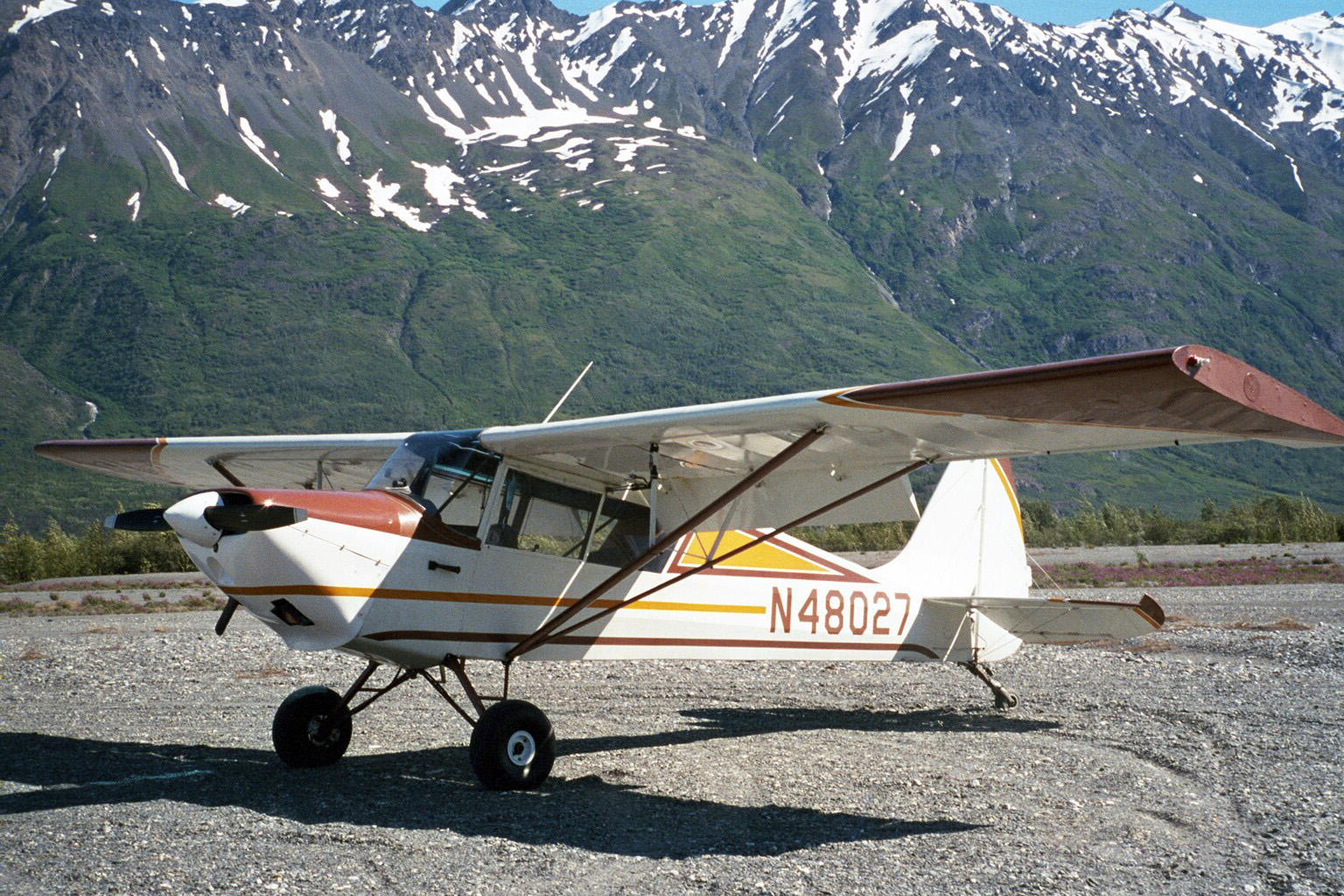
S-1B2

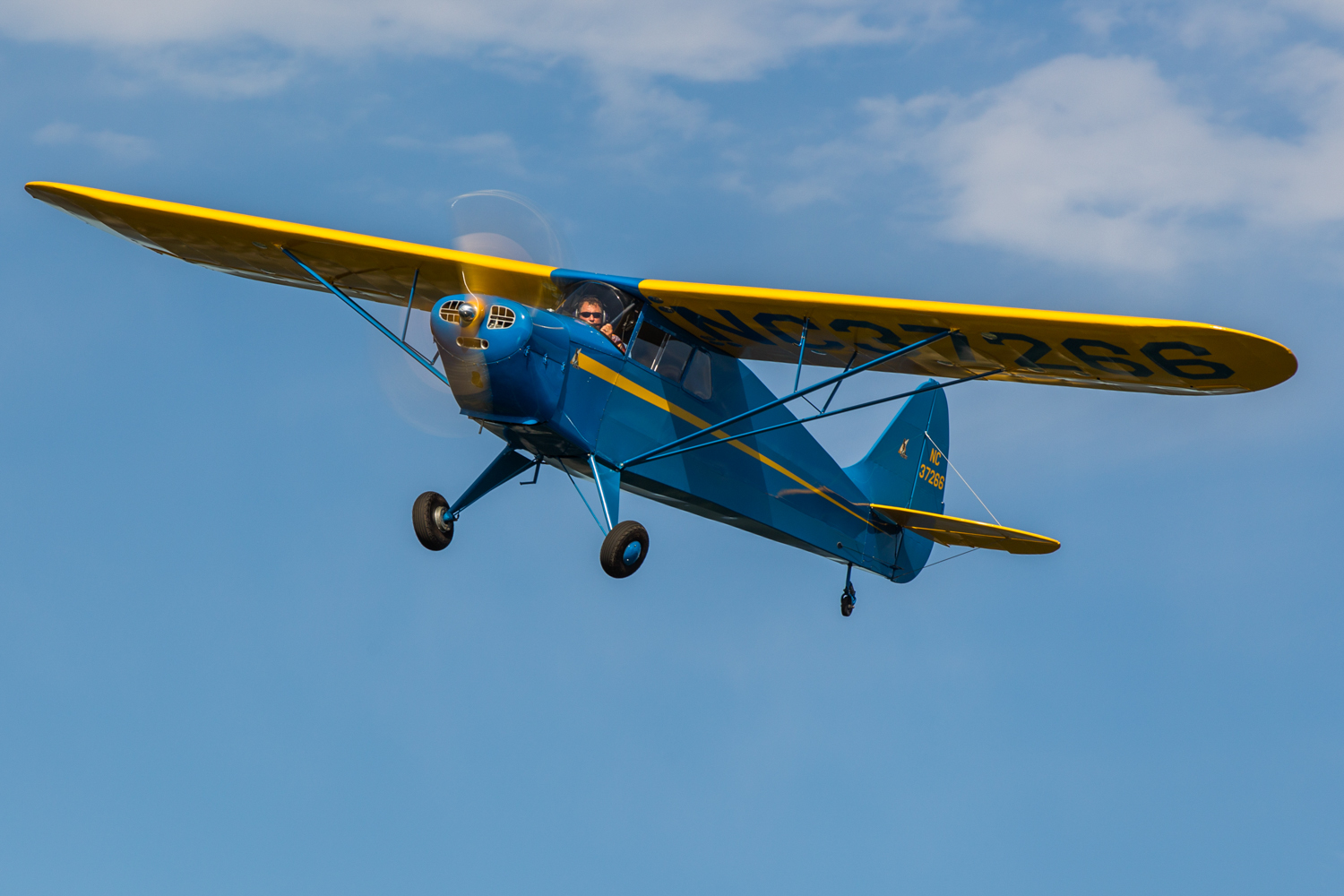
Interstate Cadet S-1A

採用Continental A50-8發動機
S-1A
採用Continental A65-8發動機
S-1A-65F
採用Franklin 4AC-176-B2發動機
S-1A-85F
採用Franklin 4AC-199-D2發動機
S-1A-90C
卡爾飛機公司重新設計的版本，採用Continental C90-8發動機
S-1A-90F
採用Franklin 4AC-199-E2發動機
S-1B1
採用Franklin 4ACG-199-H3發動機，軍用版名稱為L-6草蜢
S-1B2（Arctic Tern）
1975年北極飛機公司重新設計的版本，採用Lycoming O-320-A2B或著B2B發動機
XO-63 Grasshopper
軍用版本的S-1B，共1架，用於評估，而後重新命名成XL-6
L-6 Grasshopper
軍用版本的S-1B1，共25架
L-8A Cadet
美軍命名，並販售給玻利維亞空軍的8架S-1A

## 歷史
在1941年12月7日珍珠港事件發生時，科妮莉亞·福特正在珍珠港駕駛一架L-6草蜢教導一位學生進行民航飛行訓練。因此，她成為了第一個在珍珠港事件與日軍航空部隊接觸的美國飛行員。